# Caroline Alexander
Caroline Sarah Alexander (Millom, 3 de marzo de 1968) es una deportista británica que compitió en ciclismo de montaña en la disciplina de campo a través. Ganó tres medallas en el Campeonato Europeo de Ciclismo de Montaña entre los años 1993 y 2000.

## Palmarés internacional
| Campeonato Europeo | Campeonato Europeo                | Campeonato Europeo | Campeonato Europeo |
| Año                | Lugar                             | Medalla            | Competición        |
| ------------------ | --------------------------------- | ------------------ | ------------------ |
| 1993               | Klosters (Suiza)                  | Medalla de plata   | Campo a través     |
| 1995               | Špindlerův Mlýn (República Checa) | Medalla de oro     | Campo a través     |
| 2000               | Rhenen (Países Bajos)             | Medalla de bronce  | Campo a través     |